# إميلي كارمايكل
إميلي كارمايكل (بالإنجليزية: Emily Carmichael)‏ (1947 في الولايات المتحدة)؛ روائية أمريكية، عُرفت بأعمالها الرومانسية والتاريخية.